# Saint-Flour-l’Étang
Saint-Flour-l’Étang (bis 2020 nur Saint-Flour) ist eine französische Gemeinde mit 272 Einwohnern (Stand: 1. Januar 2022) im Département Puy-de-Dôme in der Region Auvergne-Rhône-Alpes (vor 2016 Auvergne). Domaize gehört zum Arrondissement Thiers und zum Kanton Les Monts du Livradois (bis 2015 Saint-Dier-d’Auvergne). Die Einwohner werden Sanflorains genannt.

## Lage
Saint-Flour-l’Étang liegt etwa 33 Kilometer ostsüdöstlich von Clermont-Ferrand in der Limagne. Umgeben wird Saint-Flour von den Nachbargemeinden Courpière im Norden und Nordosten, Sauviat im Osten und Nordosten, Domaize im Süden und Osten, Saint-Dier-d’Auvergne im Süden und Südwesten sowie Trézioux im Westen.

## Bevölkerungsentwicklung
| Jahr                       | 1962 | 1968 | 1975 | 1982 | 1990 | 1999 | 2006 | 2013 |
| Einwohner                  | 252  | 238  | 216  | 180  | 192  | 216  | 217  | 270  |
| Quellen: Cassini und INSEE |      |      |      |      |      |      |      |      |